# Марене
Марене (італ. Marene, п'єм. Maren-e) — муніципалітет в Італії, у регіоні П'ємонт,  провінція Кунео.
Марене розташоване на відстані близько 500 км на північний захід від Рима, 45 км на південь від Турина, 35 км на північний схід від Кунео.
Населення — 3138 осіб (2014).
Щорічний фестиваль відбувається 12 вересня. Покровитель — Natività di Maria Vergine.

## Демографія
Населення за роками:

Станом на 1 січня 2023 року в муніципалітеті офіційно проживало 287 іноземців з 33 країн, серед них 115 громадян країн Євросоюзу та 4 громадяни України.

## Сусідні муніципалітети
- Каваллермаджоре
- Червере
- Кераско
- Савільяно